# Niels Ebbesen

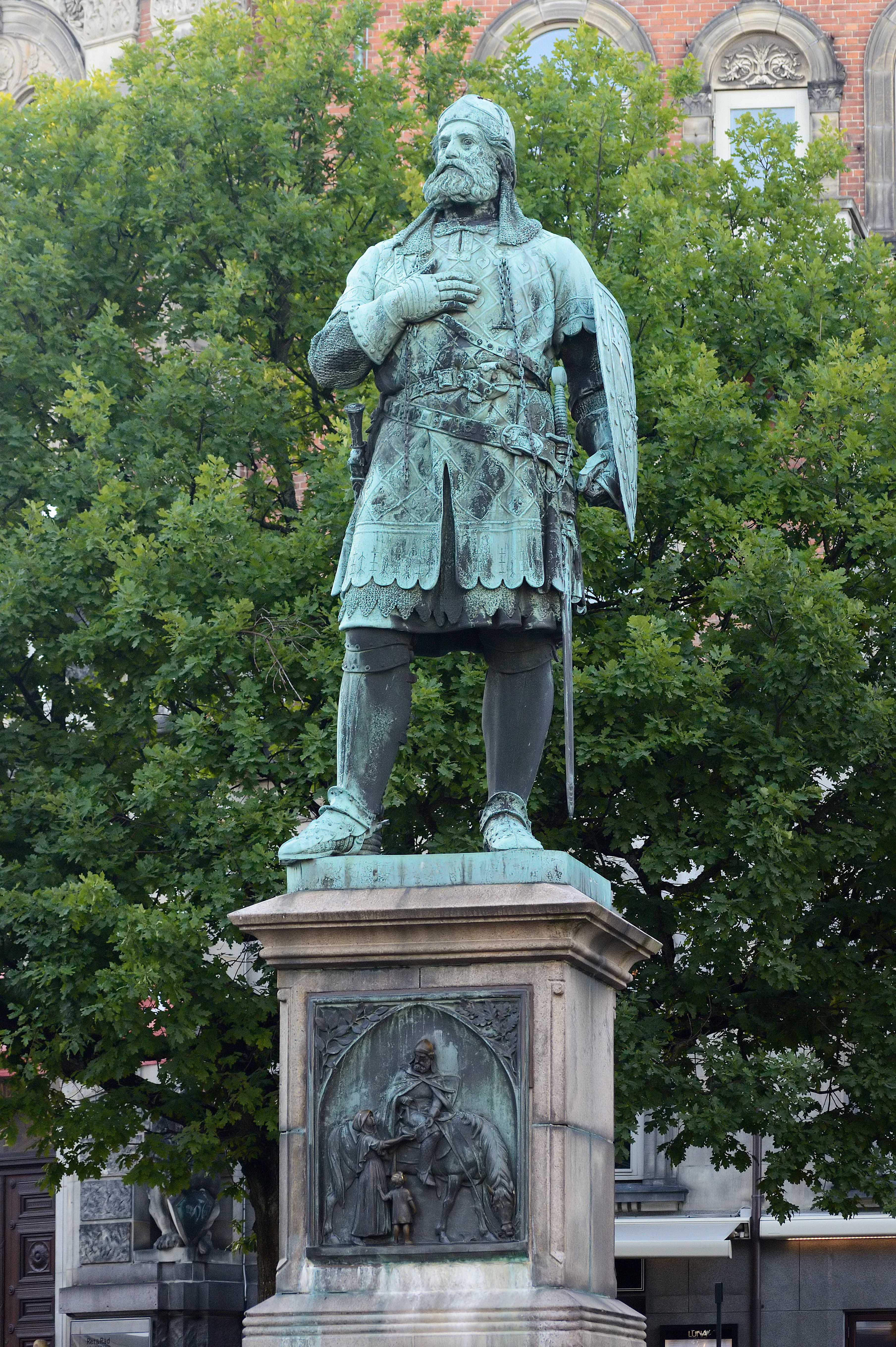
Estatua de Niels Ebbesen, levantada en 1882 delante del Ayuntamiento Viejo de Randers, Dinamarca.

Niels Ebbesen (1308 – † 2 de noviembre de 1340) era un noble danés, un escudero que se convirtió en un héroe nacional de Dinamarca. 

## Historia
Poco se sabe de los antecedentes de Ebbesen. Parece haber pertenecido a la nobleza jutlandesa. Como muchos otros de su clase, apoyó a los ocupantes de Holstein durante los años de caos, pero más tarde se volvió contra ellos y cuando el conde Gerhard III hizo campaña en Jutlandia en 1340, Ebbesen apoyó a los soldados Jutlandeses. El 1 de abril, él y 47 de sus guerreros entraron en Randers y se ocultaron hasta el anochecer. Entraron en el cuartel general del conde y entraron en su dormitorio. Cortaron la cabeza del conde sobre el extremo de la cama. No deseando que el acto fuera secreto, los hombres de Ebbesen golpearon un tambor y gritaron que el conde había sido ejecutado. Cuando los partidarios de Holstein lo persiguieron, Ebbesen y sus hombres huyeron hacia el puente sobre el río Guden. Svend Trøst, uno de los hombres de Ebbesen, había debilitado el puente, y tan pronto como Ebbesen y sus seguidores habían cruzado, tumbaron el puente y se escaparon, perdiendo a un solo hombre en la escaramuza.
El conde era en ese momento el hombre más poderoso del reino, pues dominaba las comarcas de Jutlandia y Fionia. Incluso el Ducado de Schleswig dependía de él. La motivación del caso también varía. Puede que su acto tuviera tintes políticos o puede que Ebbensen quería deshacerse de su control feudal. Es evidente, sin embargo, que la muerte del conde de Holstein fue un punto de inflexión en la historia de Dinamarca. Con el trono poco después en manos del rey Valdemar Atterdag, una nueva fase de expansión del Reino había comenzado. 
Durante la rebelión, Niels Ebbesen jugó un papel fundamental en la resistencia, pero ese mismo año, en el mes de noviembre, Ebbesen murió en las luchas contra los alemanes. Según la tradición, la muerte de Ebbesen se produjo el 2 de noviembre de 1340, durante la batalla de Skanderborg. Dos mil daneses sitiaron el castillo de Skanderborg en abril de 1340. Una fuerza de alivio de 600 caballeros alemanes y un ataque simultáneo del castillo condujeron a los daneses de vuelta a su fortaleza. El anillo se rompió, y Ebbesen y sus hombres fueron rodeados y asesinados por los alemanes. La balada que contaba la matanza del conde Gerhard a manos de Ebbesen se tradujo al inglés por Alexander Gray con el título de Historical Ballads of Denmark (Edimburgh University Press, 1958).
Tradicionalmente, Niels Ebbesen ha sido considerado uno de los grandes héroes de la historia danesa medieval. El "tirano asesino" cuya acción marcó el comienzo de la liberación de Dinamarca. Sin embargo, otros desaprobaron su acto, considerándolo simplemente un asesinato. Es imposible saber si sus motivos eran puramente nacionales o parcialmente privados. Esto no ha impedido que tanto la poesía romántica danesa como las baladas modernas lo alaben como un luchador por la libertad.

## Héroe nacional danés
Durante el siglo XIX, en tiempos de alta conflictividad nacional entre alemanes y daneses, Niels Ebbesen fue promocionado como un héroe nacional. Las intrigas de poder entre los duques de Holstein, los reyes daneses y varios hombres nobles en el siglo XIV todavía servían para enaltecer el espíritu nacional. En 1942, durante la ocupación alemana de Dinamarca, en la Segunda Guerra Mundial, el dramaturgo Kaj Munk escribió una obra sobre la rebelión de Ebbesen. Los ocupantes nazis prohibieron la obra y Munk fue arrestado y posteriormente asesinado por la Gestapo el 4 de enero de 1944. Su cuerpo fue abandonado en una cuneta en Hørbylunde, cerca de Silkeborg.